# Gare de Bourges
Gare de Bourges – stacja kolejowa w Bourges, w Regionie Centralnym, we Francji. Znajdują się tu 2 perony.